# Анкипанс, Гиртс
Гиртс Анкипанс (латыш. Ģirts Ankipāns; 29 ноября 1975, Рига Латвийская ССР, СССР) — латвийский хоккеист, левый нападающий. Тренер.

## Биография
В течение шести сезонов выступал в Немецкой хоккейной лиге за клубы «Фюссен», «Ландсхут Каннибалс» и т. д. Позднее играл за команды «Динамо» (Минск) и ХК «Рига 2000». В 2008 году перешёл в клуб КХЛ «Динамо» Рига, где выступал до 2013 года. 31 января 2013 года расторг контракт с «Динамо» по обоюдному согласию сторон. После расторжения контракта доиграл сезон в фарм-клубе «Динамо» лиепайском «Металлурге».
1 июля 2013 года объявил о завершении карьеры.
2 июля 2013 года вошёл в тренерский штаб рижского «Динамо» вместе с Юрием Клодансом.
3 июля 2015 года вошёл в тренерский штаб нижегородского «Торпедо».
В составе сборной Латвии принимал участие на Чемпионатах мира по хоккею 2003, 2005, 2009 и 2011 годов. Участник Зимних Олимпийских игр 2006 года в Турине и 2010 в Ванкувере.